# حسين كمال الدين
الأستاذ الدكتور حسين كمال الدين أحمد إبراهيم (1913-1987) العالم الفلكي الطبوغرافي المسَّاح المهندس عضو مكتب الإرشاد والهيئة التأسيسية لجماعة الإخوان المسلمين.

## الميلاد
ولد في مدينة القاهرة عام 1332هـ 1913م وتنحدر أسرته من نسل الحسين بن علي وكانت في الأصل في الحجاز، ثم نزحت إلى مصر وصارت إلى مدينة بلبيس، وهاجر جده إلى القاهرة وسكن في جوار الأزهر الشريف، عاش حسين كمال الدين في كنف والده العلامة الشيخ أحمد إبراهيم، وتلقى على يديه مبادئ الإسلام، ثم درس في المدارس الابتدائية والثانوية.

## الدراسة
1. بكالوريوس في الهندسة المدنية مع مرتبة الشرف من جامعة القاهرة عام 1938 م.
2. ماجستير في المساحة التصويرية عام 1943 م.
3. دكتوراه في المساحة التصويرية عام 1950 م.
4. كما قام حسين كمال الدين برحلات علمية أمدته بكثير من المعلومات والمعرفة في عدد من البلاد العربية والأوروبية والأمريكية.

## العمل الأكاديمي
- عمل معيداً بكلية الهندسة بجامعة القاهرة من 1938 - 1944 م
- عمل مدرساً في جامعة القاهرة وما زال يترقى في الدرجات العلمية حتى بلغ مرتبة الأستاذ(1953 - 1961 م)، وكان من أنصار تدريس العلوم التجريبية والتطبيقية باللغة العربية، وقد نادى بضرورة التعريب في كل مناسبة، وألف عدداً من الكتب العلمية في موضوع تخصصه باللغة العربية.
- عمل في جامعة أسيوط أستاذ كرسي المساحة والجيوديسية 1961 - 1971 م، وكان في الوقت نفسه وكيلاً لكلية الهندسة في أسيوط.
- عمل أستاذاً منتدباً في المعهد العالي للمساحة بالقاهرة وفي جامعة الأزهر.
- تعاقدت معه جامعة الرباط، فكان رئيساً لقسم المساحة في كلية الهندسة.
- انتقل إلى جامعة الإمام محمد بن سعود الإسلامية بالرياض (1971 - 1975 م)، وعُين عضواً في هيئة مشروع المدينة الجامعية، ثم عُيِّن أستاذاً مشرفاً على مراكز البحوث الفلكية، وظل يعمل في جامعة الإمام إلى ما قبل وفاته بسنتين.

## تأسيس كلية الهندسة ببغداد
سافر حسين كمال إلى العراق أوائل الأربعينيات (1944 - 1946 م) حيث شارك في إنشاء كلية الهندسة ببغداد، وكان ذهابه إلى العراق بتكليف من حسن البنا لنشر دعوة الإخوان المسلمين في العراق، وإيجاد اللبنات لتأسيس جماعة الإخوان المسلمين.

## اللجان العلمية التي شارك بها
- عضو لجنة المساحة التصويرية.
- عضو لجنة إنشاء كلية الهندسة بالجامعة الأزهرية ووضع المناهج الخاصة بها 1961 م.
- عضو لجنة إنشاء المعهد العالي للمساحة في مصر 1963 - 1971 م.
- عضو لجنة الترقيات العلمية لدرجة الأستاذية بالجامعات المصرية.
- عضو لجنة دراسة المساحة الجوية بمصلحة المساحة المصرية.
- عضو لجنة التحضير والمتابعة لمؤتمر الفقه الإسلامي بجامعة الإمام محمد بن سعود الإسلامية بالرياض 1976م.

## الإشراف على الأبحاث
1 - استعمال التصوير الجوي والأرضي في أعمال مساحة المناجم - ماجستير بجامعة أسيوط عام 1964 م.
2 - استعمال التصوير الجوي في تخطيط وتصميم الطرق - دكتوراه بجامعة عين شمس عام 1964 م.
3 - تحليل وتعيين العوامل المؤثرة في دقة إنتاج الخرائط باستعمال أجهزة رسم الخرائط التصويرية من الدرجة الأولى والثانية - دكتوراه بجامعة عين شمس عام 1964 م.
4 - المقارنة بين الطرق المختلفة للقياسات التكيومترية - ماجستير الأزهر عام 1970 م.
5 - المبالغة في الارتفاعات عند الرؤية المجسمة للصور الجوية - ماجستير بجامعة أسيوط 1950 م.
6 - استعمال الصور الجوية في أخذ الإحصاءات (قراءة الصور) على مدينة القاهرة - ماجستير بجامعة أسيوط عام 1970 م.
7 - تحليل العوامل المؤثرة في المبالغة في الارتفاعات بقصد تعيين الارتفاعات الصحيحة عند الرؤية المجسمة - دكتوراه بجامعة أسيوط عام 1971 م.
8 - إنشاء وترتيب النماذج المصورة المختلفة لقراءة الصور على القطر المصري - دكتوراه بجامعة أسيوط عام 1971 م.

## التقارير العلمية
1 - تقرير خاص بتعيين أفضل المناسيب لاستخراج الطاقة الكهربائية من منخفض القطارة بالقطر المصري بالتعاون مع الأستاذ الدكتور حسن مصطفى عام 1953 م.
2 - تقرير لحساب شركة سيناء للمنجنيز، حول الخرائط اللازمة لعمليات التعدين لهذه الشركة عام 1961 م.
3 - تقرير لحساب المؤسسة الاقتصادية المصرية، لغرض إنشاء وحدة للصور الجوية لعمل الخرائط الجيولوجية اللازمة لشركات التعدين في هذه المؤسسة عام 1961 م.
4 - تقرير مقدم إلى المديرية العامة للمصالح العقارية (مديرية المساحة والتحسين العقاري) بالجمهورية العربية السورية - حول استعمال التصوير الجوي وإمكانية تطبيقه على أعمال المساحة الأرضية في هذه البلاد - يوليه 1973 م. 

## التكريم
- حصل على جائزة الدولة التشجيعية 1398هـ، وقد وضع الخطوط الأساسية لإنشاء أطلس جديد يسمى الأطلس المكي، ويمتاز بإظهار موقع مكة المكرمة بالنسبة إلى القارات الأرضية واستعمال الإسقاط المكي للعالم في إنشاء خرائط هذا الأطلس وبيان خطوط اتجاهات الصلاة على هذه الخرائط، وأثبت أن مكة المكرمة تتوسط الكرة الأرضية، واستطاع أن يتوصل إلى معادلات وبرامج تمت الاستفادة منها في تصنيع ساعة تضبط مواقيت الصلاة وتعطي إشارة صوتية عند حلول وقت الصلاة حسب البلد الذي يُحدد في الساعة، وهي في الوقت ذاته تحدد اتجاه القبلة في أي مكان من الأرض، وقد صنعت وأصبحت في متناول أيدي الناس، كما أسهم بدور كبير في بناء السد العالي.

## مؤلفاته وبحوثه
من أشهر ما ترك حسين كمال الدين
1. دورتا الشمس والقمر وتعيين أوائل الشهور العربية باستعمال الحساب
2. المرجع في المساحة المساحة المستويه
3. المرجع في المساحة المساحة الطبوغرافية
4. المرجع في المساحة - المساحة المستويه
5. المرشد لاتجاهات القبلة والمواقيت للصلاه
6. جداول اتجاهات القبلة للصلاه / الجزء الرابع
7. جداول اتجاهات القبلة للصلاه / الجزء الثاني
8. جداول اتجاهات القبلة للصلاه / الجزء الثالث
9. جداول اتجاهات القبلة للصلاه / الجزء الأول
10. تعيين أوائل الشهور العربية باستعمال الحساب
11. المرجع في المساحة / المساحة الجيوديسيه - الجزء الثالث
12. المرجع في المساحة / الجزء الأول
13. المساحة الطبوغرافية- الجزء الثاني
14. المساحة المستويه-الجزء الأول
15. المساحة الطبوغرافية

## علاقته بالإخوان المسلمين
انضم كمال الدين لحركة الإخوان المسلمين في وقت مبكر وعمل بنشاط حيث وأدخل العديد من الجماهير في التنظيم الإخواني، وقد أدرك حسن البنا مواهبه فأدناه منه وعهد إليه بالكثير من المهمات والمسؤوليات داخل الحركة، فكان عضواً بمكتب الإرشاد العام، حيث يقود الألوف منهم في الاستعراضات الكشفية حيث كانوا يسيرون في صفوف متراصة منتظمة تردد الهتافات الإسلامية والأناشيد والتكبيرات التي تثير حماس الجماهير.

## الاعتقال
- سجن حسين كمال الدين عدة مرات في أيام فاروق وجمال عبد الناصر، ولكن أشد ما لاقاه كان في عهد عبد الناصر بسبب انتمائه «للنظام الخاص» بجماعة الإخوان المسلمين أو التنظيم الخاص أو التنظيم السري لجماعة الإخوان المسلمين.

## وفاته
أصيب الدكتور المهندس حسين كمال الدين بمرض الربو أواخر حياته حتي يوم الخميس 12-12-1407هـ (1987م) بمصر، ودفن بالقاهرة بعد تشييع مهيب من رفاقه وتلامذته.